# Đồ thị vô hướng

Một đồ thị vô hướng với 3 đỉnh (vòng tròn màu xanh viền đen) và 3 cạnh.

Đồ thị vô hướng là một đồ thị mà các cạnh của nó không có hướng. Mỗi cạnh luôn là một mối quan hệ hai chiều, và mỗi cạnh có thể được duyệt qua theo hai hướng. Đồ thị có hướng là trường hợp ngược lại của đồ thị vô hướng, với các cạnh có hướng, xuất phát từ hoặc kết thúc tại một đỉnh, thông thường ký hiệu bằng dấu mũi tên. 
Cho đồ thị {\displaystyle G=(V,E)}. Nếu chúng ta không phân biệt thứ tự của cặp đỉnh liên kết với mỗi cạnh thì sẽ có được đồ thị vô hướng. Đồ thị vô hướng {\displaystyle G=(V,E)}  được định nghĩa bởi:
- tập hợp V ≠ ∅ được gọi là tập các đỉnh của đồ thị;
- tập hợp {\displaystyle E} là tập các cạnh của đồ thị.
- mỗi cạnh e ∈ E được liên kết với một cặp đỉnh {i, j} ⊆ X không phân biệt thứ tự.